# Peter Horne
Peter Horne (nacido en Kirkcaldy el 5 de octubre de 1989) es un jugador de rugby británico, que juega de zaguero, centro y apertura para la selección de rugby de Escocia y para el equipo de los Glasgow Warriors en la liga Pro 12 Rugby.
Su debut con la selección de Escocia se produjo en un partido contra Samoa en Durban el 8 de junio de 2013, Horne anotó un ensayo en cuartos de final, en que fueron derrotados por Australia 35-34.